# Estación El Colorado
El Colorado fue una estación de ferrocarril que se hallaba en la comuna de Iquique en la Región de Tarapacá de Chile. Fue detención tanto del Longitudinal Norte y el Ferrocarril de Iquique a Pintados y actualmente se encuentra inactiva.

## Historia
La estación fue construida en los años 1920 como parte de las obras del Ferrocarril de Iquique a Pintados, que entraron en funcionamiento en noviembre de 1928. Dentro de las obras realizadas en la estación El Colorado estuvo la construcción de una bodega de carbón, una población obrera y una central eléctrica.
La estación no aparece consignada en mapas oficiales de 1929 así como tampoco en mapas de 1944 y 1961, lo que da cuenta de su actividad de manera intermitente.
La estación dejó de prestar servicios cuando finalizó el transporte de pasajeros en la antigua Red Norte de la Empresa de los Ferrocarriles del Estado en junio de 1975. Las vías del Longitudinal Norte fueron traspasadas a Ferronor y privatizadas, mientras que la estación fue abandonada. El 6 de septiembre de 1985 fue autorizado el levante de las vías en el tramo entre las estaciones Iquique y Las Carpas, lo que incluyó las vías de El Colorado. Posteriormente, a inicios de los años 2000 la Zona Franca de Iquique decidió construir galpones en los terrenos que antes fueron parte de la estación, por lo que el edificio principal fue demolido y las vías fueron levantadas.